# 中村安伸
中村 安伸（なかむら やすのぶ、1971年 - ）は、日本の俳人。奈良県生まれ。

## 来歴
10歳の頃より祖父の影響で俳句をはじめる。奈良学園高等学校を経て、早稲田大学商学部卒業。1995年、超結社句会「もののふ会」に参加。翌年より金子兜太の『海程』に投句。2004年、『―俳句空間―豈』同人となり、歴史的仮名遣いに転向。2008年、高山れおならとともにウェブサイト『―俳句空間―豈weekly』立ち上げ。また2009年から榮猿丸、青山茂根とともにウェブ俳句同人誌『haiku＆me』を立ち上げる。2010年、第3回芝不器男俳句新人賞にて対馬康子奨励賞受賞。

## 著書
- 無敵の俳句生活（共著、2002年、ナナコーポレートコミュニケーション）
- 新撰21（共著、2010年、邑書林）
- 虎の夜食（第一句集、2016年、邑書林）